# Mladen Bodalec
Mladen Bodalec (Lobor, 1. siječnja 1959.) je hrvatski glazbenik najpoznatiji po svom vokalnom djelovanju u zagrebačkom rock sastavu Prljavo kazalište.

## Životopis
U sastav Prljavo kazalište došao je 1985. godine, gdje je zamijenio dotadašnjeg pjevača Davorina Bogovića. 1998. godine diplomirao je na pravnom fakultetu u Zagrebu i paralelno se bavio pravom i glazbom. Bodalec je sa splitskom pjevačicom Doris Dragović 1995. snimio impresivnu skladbu u duetu "Baklje Ivanjske".
Od 150 pjesama, koliko ih je snimio sastav Prljavo kazalište, Bodalec navodi kako mu je najdraža skladba "Mojoj majci".
1995. godine oženio se sa suprugom Snježanom s kojom ima dvoje djece, Karla (1996.) i Rahelu (2001.). Rahela trenira step i show dance i višestruka je državna, europska i svjetska prvakinja, a Karlo igra nogomet i član je kluba u Dubravi.

## Diskografija

### Studijski albumi
1. Zlatne godine, Jugoton, (1985.)
2. Zaustavite Zemlju, Suzy, (1988.)
3. Devedeseta, Jugoton, (1990.)
4. Lupi petama,...., CBS, (1993.)
5. S vremena na vrijeme, Croatia Records, (1996.)
6. Dani ponosa i slave, Croatia Records, (1998.)
7. Radio Dubrava, Dallas Records, (2003.)
8. Moj dom je Hrvatska, Dallas Records, (2005.)
9. Tajno ime, Croatia Records, (2008.)
10. Možda dogodine, Croatia Records, (2012.)

### Uživo albumi
1. Sve je lako kad si mlad – live, Suzy, (1989.)
2. Božićni koncert, CBS, (1995.)
3. XX godina, CBS, (1997.)

### Kompilacije
1. Najveći hitovi, Suzy, (1994.)
2. Balade, Hi-Fi Centar, (2000.)
3. Sve je lako kad si mlad '77-'99, CBS & Suzy, (2001.)
4. Hitovi, Hi-Fi Centar, (2000.)

## Videografija
1. Voljenom gradu, Suzy, (1989.)
2. Koncert u HNK, CBS, (1993.)
3. Božićni koncert, CBS, (1995.)
4. Na trgu, Dallas Records, (2003.)
5. XXX Godina LIVE (2010)